# 学びの多様化学校
学びの多様化学校（まなびのたようかがっこう）は、不登校児童生徒等の実態に配慮した特別の教育課程を編成する必要があると認められる生徒に対し、教育課程の基準によらずに特別の教育課程を編成して教育を行う学校である。

## 概要
不登校児への学習機会の確保を目的としている。旧称は不登校特例校（ふとうこうとくれいこう 。2005年の学校教育法施行規則の改正で設置）で、2023年に改称された。
従来通りフリースクールを選択したり、（普通学級で学べるよう、発達障害を抱える児童への「合理的配慮」をする義務が学校に課されているが）発達障害を抱え対人関係を巡る問題から引きこもりになり特別支援学校への進学を選択したりすると、（高校）卒業資格を得られず進学や就職でハンデになるが、学びの多様化学校は学校教育法施行規則に基づいて設置されているので、卒業資格を得られるメリットがある。
学びの多様化学校は、2023年から5年後までにすべての都道府県や政令指定都市に設置し、将来的に全国で300校設置する計画である。

## 学びの多様化学校の一覧
学びの多様化学校を単独で設置する本校型、従来の学校に学びの多様化学校を分校として設置する分校型、従来の学校に学びの多様化学校を分教室として設置する分教室型、従来の学校に学びの多様化学校をコースとして設置するコース指定型がある。

### 本校型
公立
- 白石市立白石南小学校・白石南中学校（宮城県）
- 上山市立西郷小学校・上山市立西郷中学校（山形県）
- 八王子市立高尾山学園（東京都）
- 岐阜市立草潤中学校（岐阜県）
- 三重県立みえ四葉ヶ咲中学校（三重県）
- 京都市立洛風中学校（京都府）
- 京都市立洛友中学校（京都府）
- 大阪市立心和中学校（大阪府）
- 福岡市立百道松原中学校（福岡県）
- 玖珠町立くす若草小中学校（大分県）
- 宮崎市立ひなた中学校（宮崎市）

私立
- 星槎もみじ中学校（北海道）
- ろりぽっぷ学園小学校（宮城県）
- 東京シューレ江戸川小学校（東京都）
- 東京シューレ葛飾中学校（東京都）
- 東京みらい中学校（東京都）
- 星槎中学校・高等学校（神奈川県）
- 西濃学園中学校・高等学校（岐阜県）
- 星槎名古屋中学校（愛知県）
- 生野学園中学校・高等学校（兵庫県）

### 分校型
公立
- 鎌倉市立御成中学校鎌倉市立由比ガ浜中学校（神奈川県）
- 大牟田市立宅峰中学校ほしぞら分校（福岡県）
- 神戸市立湊翔楠中学校みらいポート（兵庫県）
- 宇美町立原田小学校ハピネス分校（福岡県）
- 宇美町立宇美南中学校ハピネス分校（福岡県）

### 分教室型
公立
- 富谷市立富谷中学校西成田教室（宮城県）
- 棚倉町立棚倉中学校（福島県）
- 世田谷区立世田谷中学校ねいろ（東京都）
- 港区立小中一貫教育校御成門学園御成門中学校（東京都）
- 大田区立御園中学校みらい学園（東京都）
- 大田区立大森第四小学校学びの多様化学校分教室みらい学園初等部（東京都）
- 調布市立第七中学校はしうち教室（東京都）
- 府中市立浅間中学校学びの多様化学校「かがやき」（東京都）
- 町田市立山崎中学校学びの多様化学校分教室「ゆめのき」（東京都）
- 浦安市立浦安中学校UMI（千葉県）
- 大和市立引地台中学校（神奈川県）
- 北方町立北学園特例教室「オンリー1」（岐阜県）
- 高山市立宮中学校学びの多様化教室「にじ色」（岐阜県）
- 大和郡山市立郡山北小学校ASU（奈良県）
- 大和郡山市立郡山中学校ASU（奈良県）
- 美作市立作東中学校学びの多様化学校樸学園（岡山県）
- 福生市立福生第一中学校7組（広島県）
- 三豊市立高瀬中学校（香川県）
- 大牟田市立宅峰中学校ほしぞら分校（福岡県）
- 延岡市立南浦中学校学びの多様化学校分教室「熊野江教室」（大分県）

私立
- リリーベール小学校リリーガーデン（茨城県）
- 東表中学校西原教室、与那原教室、南風原教室、津嘉山教室、八重瀬教室（沖縄県）

### コース指定型
公立
- 福岡県立小郡高等学校（普通科）みらい創造コース（福岡県）

私立
- 星槎国際高等学校通信制課程リベラルアーツコース（北海道）
- 秋田修英高等学校全日制課程ステップUPコース（秋田県）
- NHK学園高等学校ライフデザインコース（東京都）
- 精華高等学校フリーアカデミーコース（大阪府）
- 岡山県美作高等学校普通科Bloomコース（岡山県）
- 福岡海星女子学院高等学校ブライトコース（福岡県）
- 慶成高等学校（普通科）至誠コース（福岡県）
- 鹿児島城西高等学校ドリームコース（鹿児島県）